# Éconazole
L'éconazole est un antifongique de la famille des imidazolés (azolés de 1re génération) introduit dans la thérapeutique en 1974. Il est utilisé uniquement au niveau gynécologique et dermatologique. 

## Indications thérapeutiques
L'éconazole est indiqué dans le traitement des mycoses vulvo-vaginales surinfectées ou non par des bactéries Gram +, des candidoses cutanées, des dermatophyties (Trichophyton, Epidermophyton, Microsporum), un Pityriasis versicolor, de l'érythrasma, une trichobactériose, etc. 

## Mode d'action
La cible thérapeutique de cette molécule est une enzyme dépendante du cytochrome P450 (CYP51) qui se trouve dans la membrane plasmique des cellules fongiques. L'éconazole inhibe la 14-alpha-déméthylase qui est responsable de la transformation du lanostérol en ergostérol. L'ergostérol représente 30 % de la membrane plasmique et assure la croissance, la fluidité, et l'intégrité de la membrane.
En plus de la déplétion en ergostérol, l'inhibition de la 14-alpha-déméthylase aboutit en l'accumulation de précurseurs de l'ergostérol (en particulier des 14-méthylstérols) qui sont toxiques et qui altèrent la membrane.
Il y a une perte de l'interaction avec les phospholipides de membrane mais il va y avoir aussi une inhibition de la respiration endogène (blocage du transport d'électrons) ainsi qu'une diminution de la filamentation des levures.
L'éconazole est donc une molécule fongistatique, c'est-à-dire qu'elle empêche la croissance du champignon. Cela implique un état immunitaire compétent du patient afin que son système immunitaire puisse éliminer le pathogène.

## Spécialités contenant de l'éconazole

### Spécialités gynécologiques
- GYNO-PEVARYL : ovule 150 mg ou ovule LP 150 mg
- GYNOPURA : ovule LP 150 mg
- MYLEUGYNE : ovule LP 150 mg

### Spécialités topiques
- DERMAZOL : 1 % en crème, émulsion, poudre pour application locale
- FONGILEINE : 1 % en crème et poudre pour application locale
- GYNOPURA : 1 % en crème
- MYCOAPAISYL : 1 % en crème, émulsion, poudre pour application locale
- MYCOSEDERMYL : 1 % en crème
- MYLEUGYNE : 1 % en crème
- PEVARYL : 1 % en crème, solution, émulsion, poudre pour application locale
- PEVISONE : crème (associé à un dermocorticoïde)

## Contre-indications et effets indésirables
Cette molécule ne doit pas être prise en cas d'allergies aux antifongiques de la famille des imidazolés.
Les spécialités gynécologiques contenant de l'éconazole ne sont pas contre-indiquées lors de la grossesse ou pendant l'allaitement. Comme tout traitement vaginal, ces spécialités peuvent diminuer l'efficacité des contraceptifs spermicides.
Les effets indésirables sont rares, parmi eux on peut trouver une sensation de brulures, un prurit, un érythème, un eczéma de contact, une irritation cutanée…[réf. nécessaire].